# Мелентєвський
Мелентєвський (рос. Мелентьевский) — селище в Коноському районі Архангельської області Російської Федерації.
Населення становить 406 осіб. Входить до складу муніципального утворення Вохтомське сільське поселення.

## Історія
Від 2004 року входить до складу муніципального утворення Вохтомське сільське поселення.

## Населення
| 2002 | 2010 | 2012 |
| ---- | ---- | ---- |
| 572  | ↘418 | ↘406 |